# Glavlit

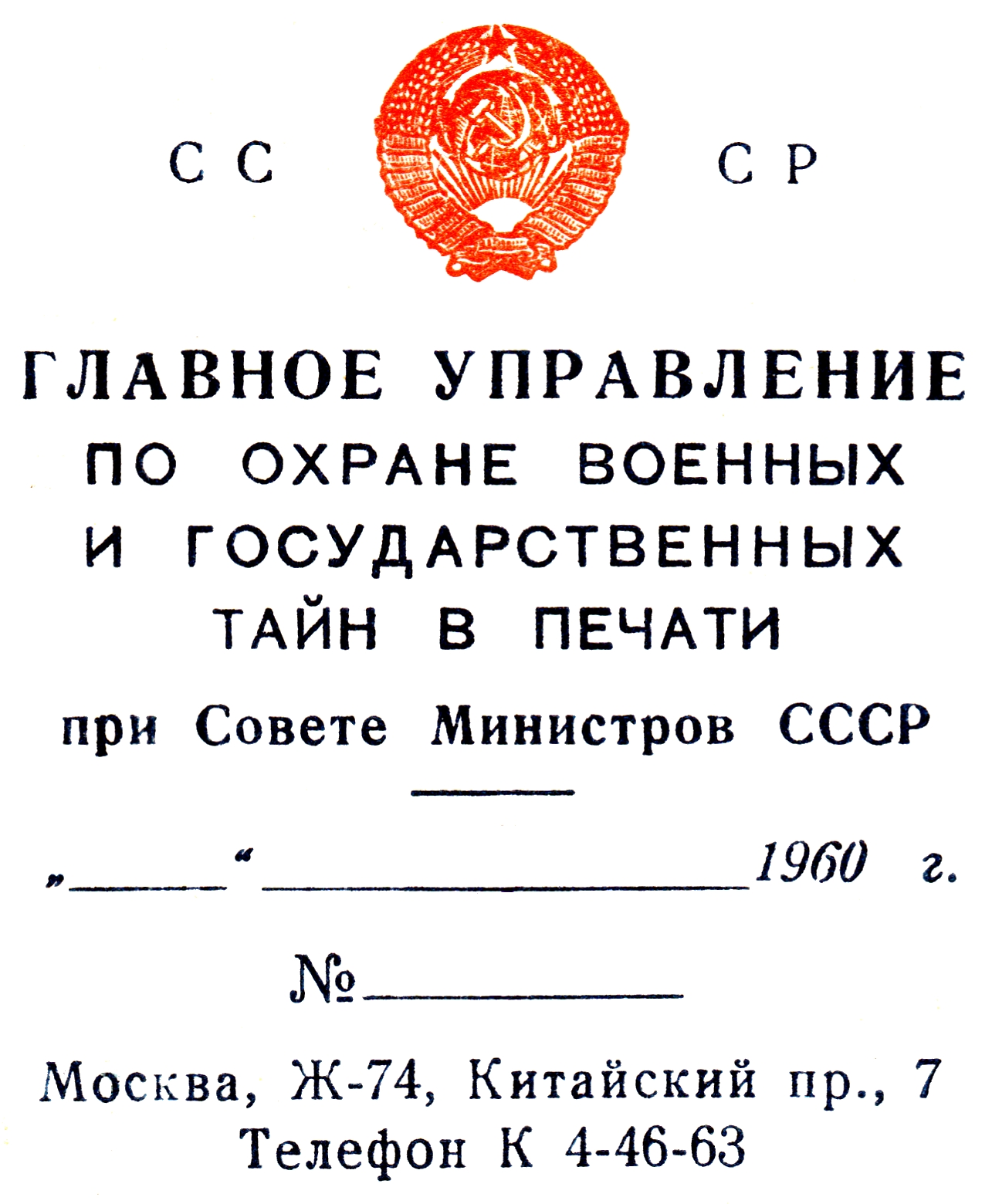
Formulario de censura del Glavlit, 1960.

El Glavlit fue el principal órgano de censura en la Unión Soviética entre 1922 y 1991. Cambió varias veces de nombre, pero el acrónimo Glavlit se mantuvo como su apelación común y semioficial. El nombre es el acrónimo de Главное управление по делам литературы и издательств (Glávnoie upravlénie po dielam literatury i izdátielstv, 'Dirección general de la literatura y las editoriales'), el nombre oficial del organismo en 1922.
Más tarde cambió su nombre por el de Administración Principal para la Protección de los Secretos de Estado y Militares en la Prensa. Este organismo central de la censura en la Unión Soviética llegó a contar con 70 000 empleados distribuidos en delegaciones que abarcaban todo el país. Los periódicos tenían que facilitar una oficina dentro de su sede al miembro del Glavlit encargado de censurarlo y la presencia del Glavlit se hizo tan visible y omnipresente que la población soviética acuñó el nuevo verbo litovat para referirse a la obtención de la aprobación formal por parte de los censores.